# Parafia św. Andrzeja Apostoła w Męcince
Parafia św. Andrzeja Apostoła w Męcince – parafia rzymskokatolicka w dekanacie jaworskim w diecezji legnickiej.

## Obszar parafii
Miejscowości należące do parafii: Męcinka, Piotrowice,  Chełmiec, Bogaczów,  Osiedle Piotrowice, Kolonia Jerzyków,  Kolonia Raczyce.